# Elger (cratère)
Elger est un cratère lunaire nommé en l'honneur de Thomas Gwyn Elger.